# Dora Gaitskell
Pour les articles homonymes, voir Gaitskell.
Anna Dora Gaitskell, baronne Gaitskell (née Creditor ; anciennement Frost ; 25 avril 1901 - 1er juillet 1989) est une femme politique britannique membre du Parti travailliste et l'épouse de Hugh Gaitskell, leader du parti de 1955 à 1963.

## Jeunesse
Elle est née Anna Dora Creditor près de Riga, en Lettonie, alors partie de la Russie, l'aînée de quatre sœurs et d'un frère. Son père, Leon Creditor est un érudit et écrivain hébreu. Ils émigrent en Grande-Bretagne en 1903 ou peu de temps après, en arrivant à Stepney, quartier de Londres. Elle fait ses études à Coborn High School for Girls à Bow, dans l'est de la capitale. Elle abandonne une carrière dans le domaine de la médecine pour épouser Isaac Frost, maître de conférences en physiologie, le 15 mars 1921. Ils ont un fils, Raymond, en 1925. Ils divorcent en 1937.

## Carrière politique
Elle rejoint le Parti travailliste à l'âge de 16 ans. Elle rencontre Hugh Gaitskell à Fitzrovia (Londres). Elle prend un poste d'enseignante à l'University College de Londres. Ils se marient à la mairie de Hampstead le 9 avril 1937. Ils ont deux filles Julia, en 1939 et Cressida, en 1942.
Elle est déléguée à l'Assemblée générale des Nations unies et membre du All Party Committee for Human Rights de 1977 à 1989. Elle est également administratrice de la Fédération anglo-allemande. Elle est restée fidèle au Parti travailliste lorsque la plupart des partisans de son mari sont partis pour former le Parti social-démocrate.
Le 23 janvier 1964, elle devient pair à vie avec le titre de baronne Gaitskell, d'Egremont dans le comté de Cumberland. Deux ans plus tard, elle reçoit un doctorat honorifique en droit de l'université de Leeds.
Elle meurt 23 ans après son mari, en juillet 1989, à l'âge de 88 ans à la maison Gaitskell, 18 Frognal Gardens, Hampstead. Sa fille Cressida épouse l'homme politique Gordon Wasserman.